# Papilio thoas

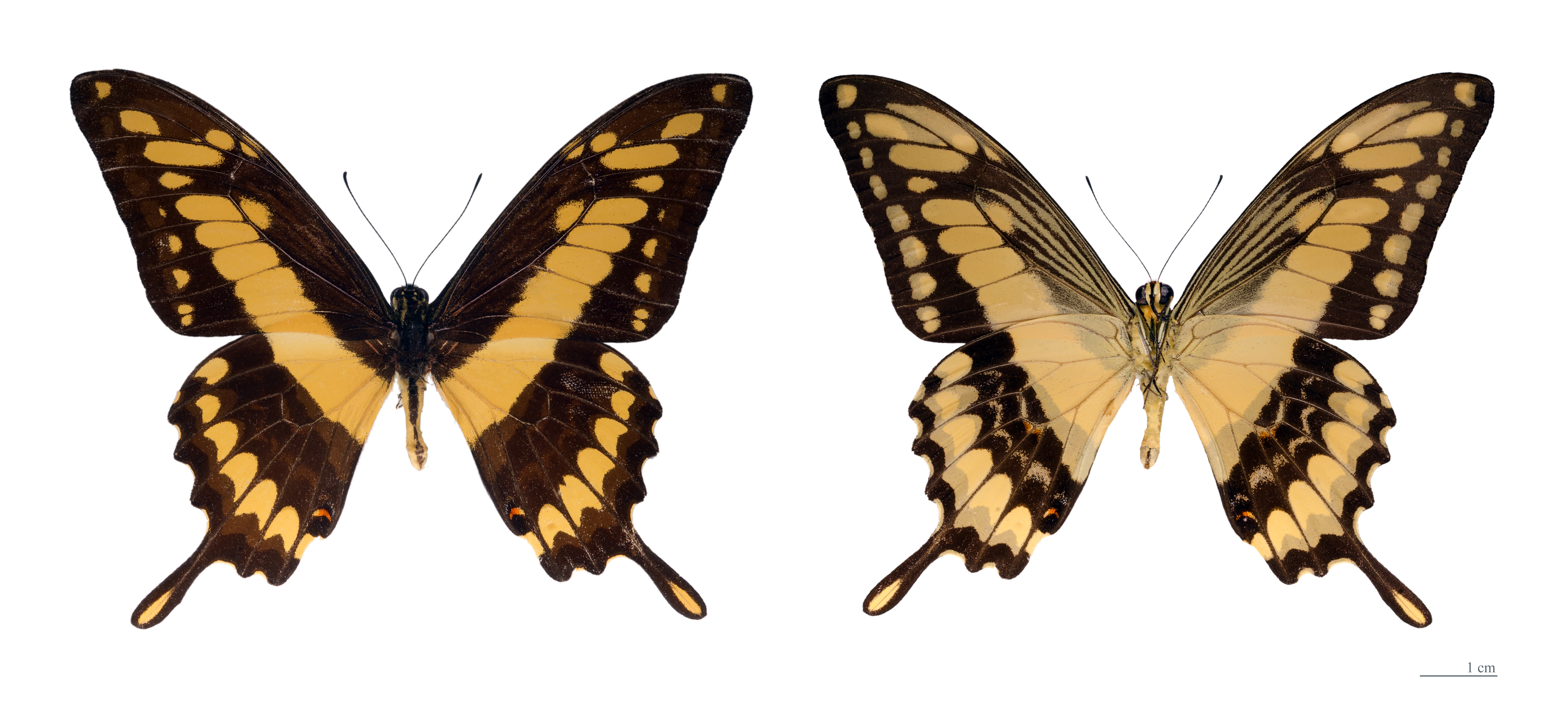
Papilio thoas thoas

La mariposa de los naranjos (Papilio thoas) es una especie de lepidóptero ditrisio de la familia Papilionidae que habita desde el sur de los Estados Unidos y México hasta las partes más australes de Sudamérica.
Se suele ver por la Ciudad de Mar del Plata, Buenos Aires, México, Argentina, en zonas con vegetación.
Cuando hay zonas heladas... Deja de Volar, requieren de calor durante esas épocas de Frío.

## Características
Tiene una envergadura de 10 a 13 cm. La superficie superior de las alas tiene manchas cuadradas amarillas ordenadas en forma de banda diagonal. La oruga tiene el aspecto de excremento de pájaros lo que posiblemente le sirve para engañar a posibles predadores, además se mueve muy poco, su movimiento es casi imperceptible por el mismo motivo, para evitar llamar la atención de los depredadores como por ejemplo, las avispas.

## Historia natural
En los trópicos vuela en todas las épocas del año. En el Hemisferio Norte vuela de abril a julio según la latitud. En el hemisferio sur vuela en los meses correspondientes de primavera y verano.
La larva se alimenta de plantas de la familia de los Citrus y Rutaceae. El adulto se alimenta de néctar de Lantana, Caesalpinia y Bougainvillea entre otras.

## Subespecies
Listados alfabéticamente.
- P. t. autocles Rothschild & Jordan, 1906
- P. t. brasiliensis Rothschild & Jordan, 1906
- P. t. cinyras Ménétriés, 1857
- P. t. nealces Rothschild & Jordan, 1906
- P. t. oviedo Gundlach, 1866
- P. t. thoantiades Burmeister, 1878
- P. t. thoas Linnaeus, 1771

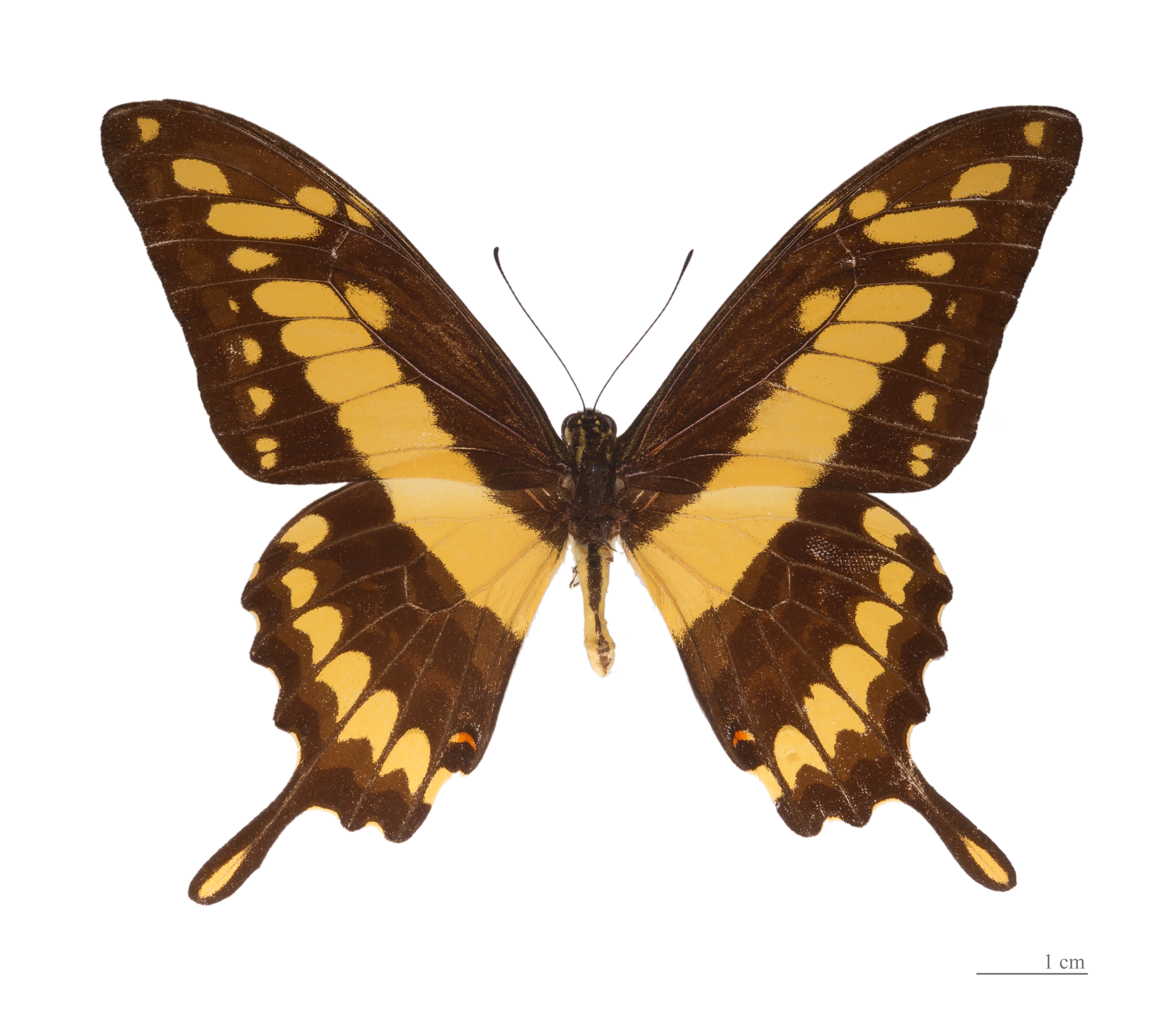
P. t. thoas  - Muséum de Toulouse
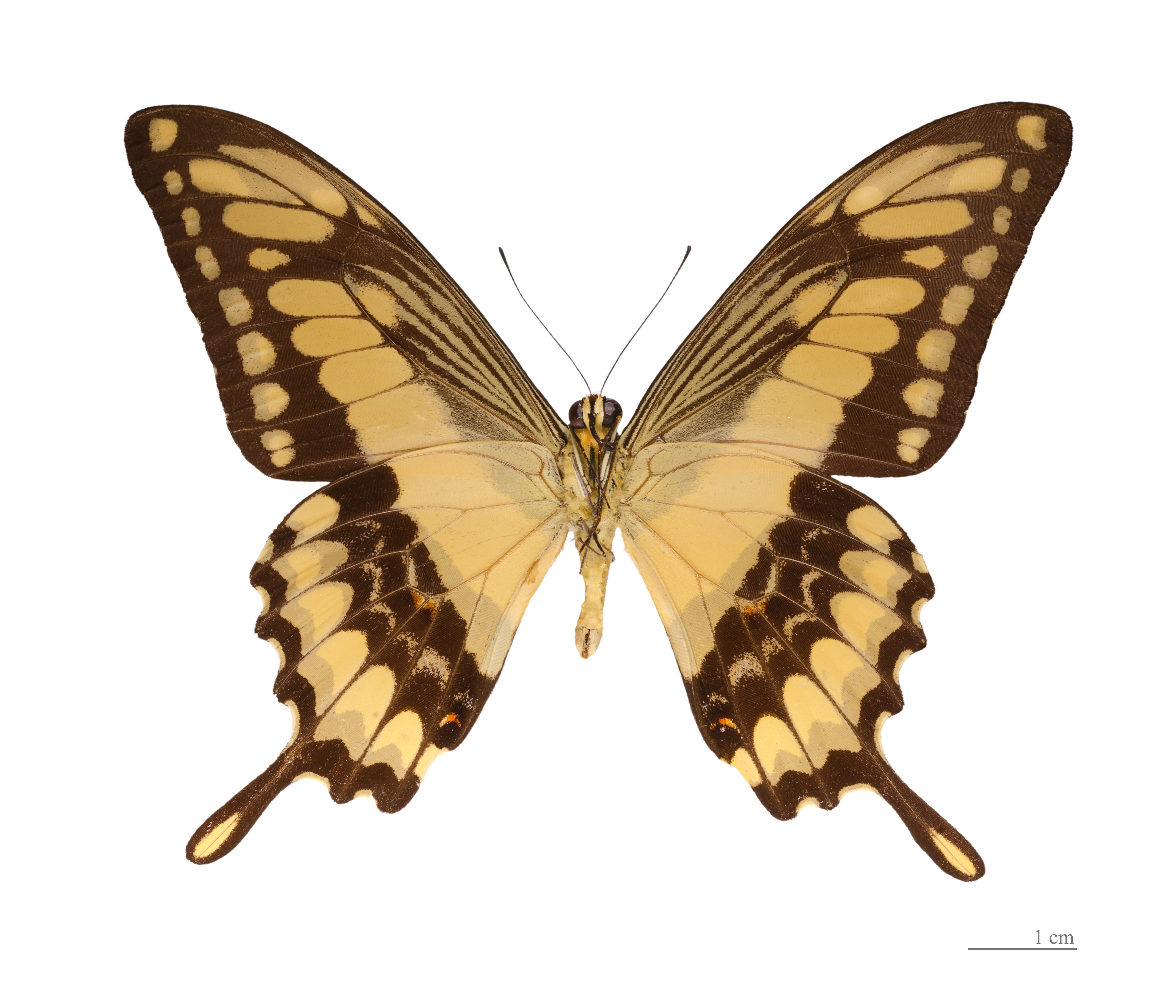
P. t. thoas, parte inferior
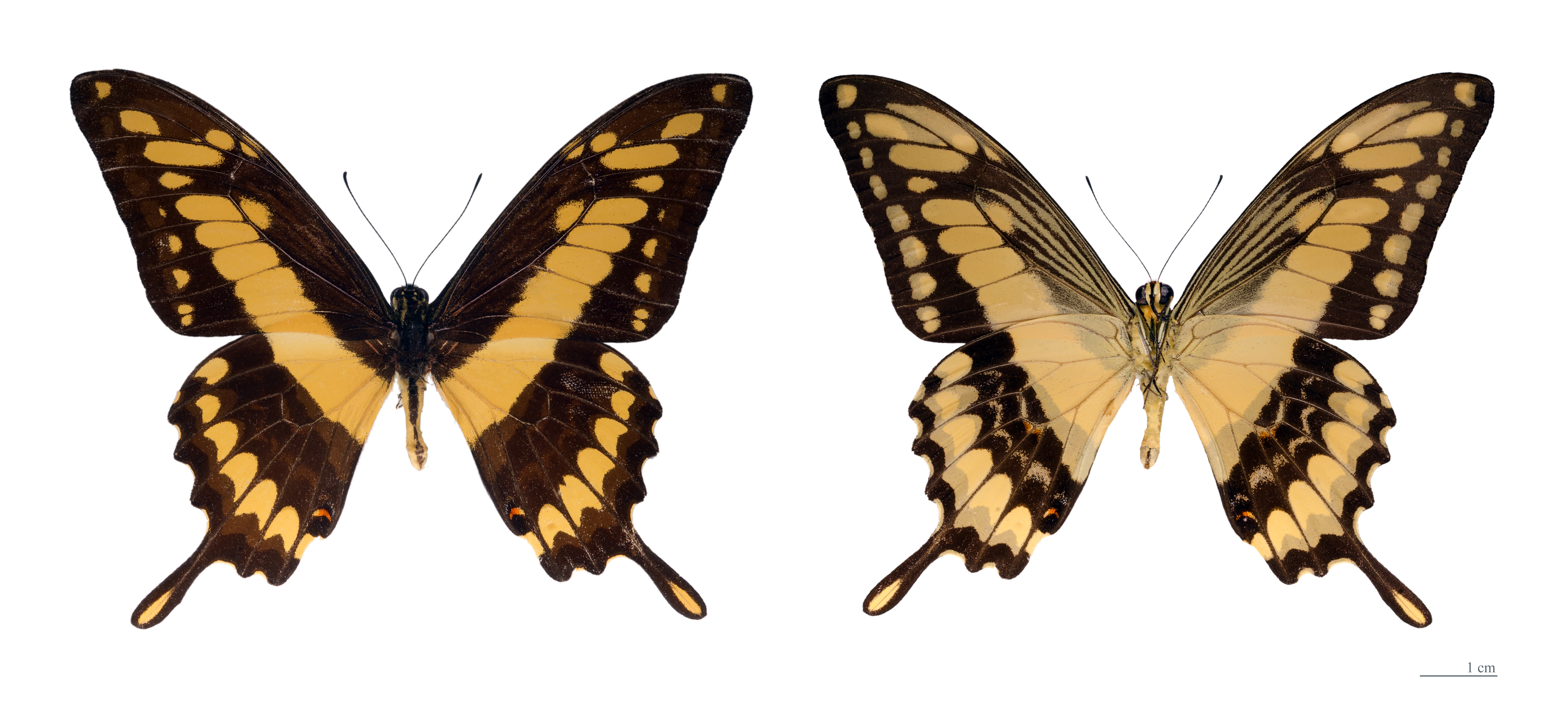
Vista dorsal y ventral
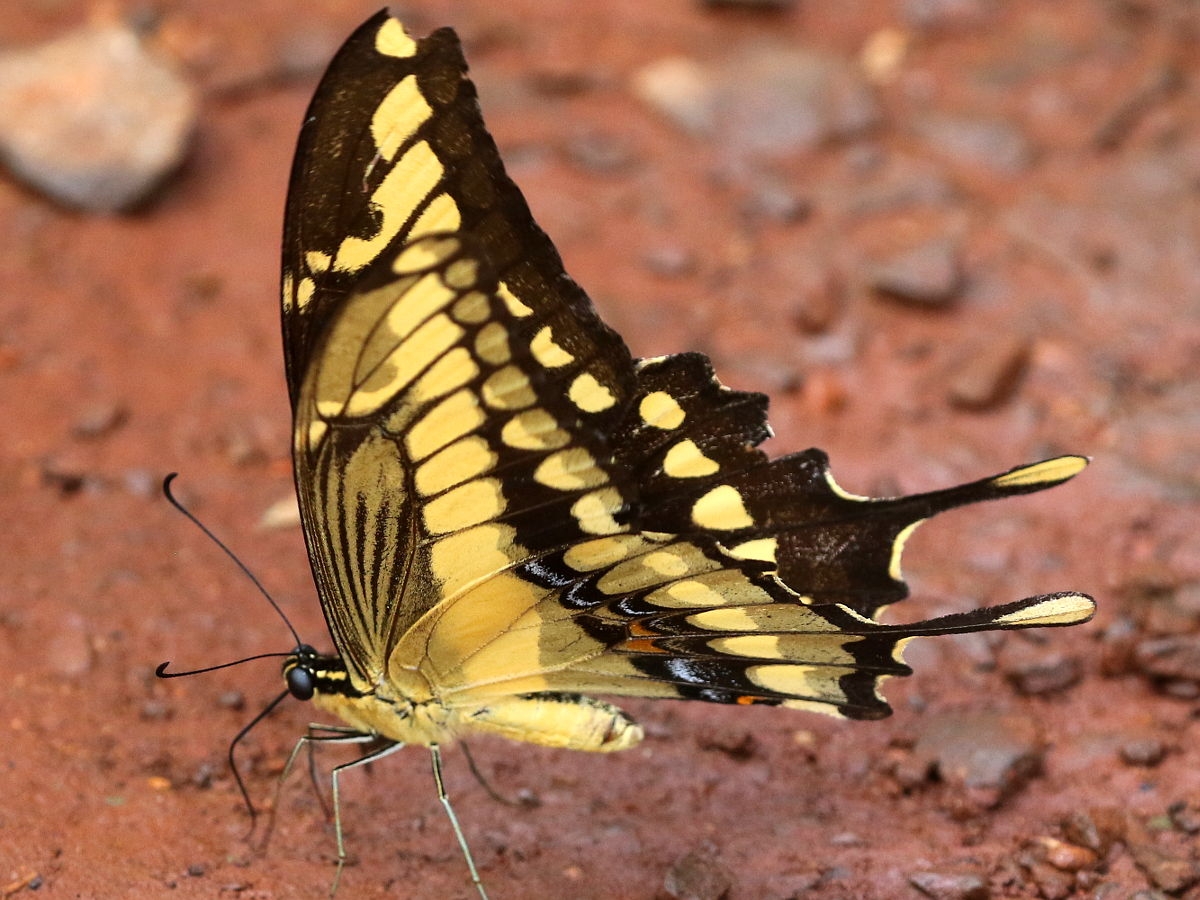
Parte inferior Cataratas del Iguazú